# Oljeproduktionstoppen

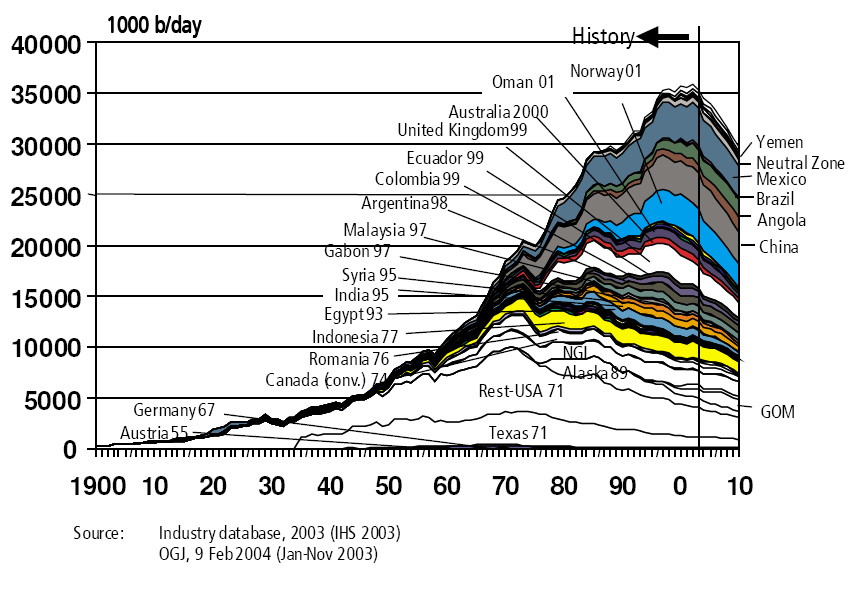
Prognos från USA:s regering från 2004 om oljeproduktionen från länder utanför OPEC och forna Sovjetunionen.

Världens oljeproduktion 1960-2008.

Oljepriset har stigit, särskilt i samband med brist på olja vid lokala oroligheter. Det finns inte mycket kapacitet att täcka upp.

Oljeproduktionstoppen, på engelska peak oil, är den tidpunkt då den maximala råoljeproduktionen är uppnådd, varefter den kommer att minska tills den hanterbara råoljan i praktiken tagit slut. Att denna punkt förr eller senare kommer att inträffa är oemotsägligt eftersom oljan är en ändlig resurs, men exakt när detta händer är omdebatterat. Oljeproduktionen kan antas vara lika stor som konsumtionen, eftersom lagermängden är begränsad och med peak oil menas vanligen fallet då orsaken till minskad produktion är brist, inte minskad konsumtion. Brist på olja antas betyda stora prishöjningar och ekonomisk stagnation för konsumtionsländer.
Internationella energirådet har slagit fast att Peak Oil inträffade för konventionell råolja år 2006. Enligt statsvetaren Björn Forsberg nåddes produktionstoppen för vanlig råolja år 2004. USA:s krigsmakt räknar med en minskning av oljeproduktionen kring år 2015. Organisationen ASPO, Association for the Study of Peak Oil and Gas hävdar att detta kommer att ske inom några år, medan andra (hit räknas de flesta oljebolag och regeringar) är mer optimistiska och räknar med att toppen kommer ungefär på 2030-talet. En rapport från 2007 av Kjell Alekletts forskargrupp beräknade med hjälp av gigantoljefält att peak oil skulle inträffa mellan 2008 och 2018, mestadels beroende på när det blev fred i  Irak så att de oljefält som finns där kunde tas i produktion. Hirschrapporten, februari 2005, spår svåra ekonomiska konsekvenser vid en oväntad produktionstopp.
När det gäller nya oljefyndigheter nåddes toppen i början av 1960-talet, och för oljeproduktionen i länder utanför OPEC och forna Sovjetunionen passerades produktionstoppen ungefär år 2000.
Begreppet Peak oil lanserades av Romklubben[källa behövs] och fick sitt genombrott med rapporten Tillväxtens gränser som gavs ut år 1972.

### Fotnoter
1. ↑  Nationalencyklopedin: oljeproduktionstopp
2. ↑  http://sverigesradio.se/sida/artikel.aspx?programid=3345&artikel=4300014
3. ↑  Forsberg 2012, s. 26.
4. ↑  JOE 2010, s. 29.
5. ↑  Giant Oil Fields - The Highway to Oil: Giant Oil Fields and their Importance for Future Oil Production
6. ↑  ”Peaking Of World Oil Production: Impacts, Mitigation, & Risk Management”. Arkiverad från originalet den 28 mars 2010. https://web.archive.org/web/20100328071424/http://www.mnforsustain.org/oil_peaking_of_world_oil_production_study_hirsch.htm. Läst 14 april 2010.